# Damaliscus
Los damaliscos (Damaliscus) son un género de mamíferos artiodáctilos de la subfamilia Alcelaphinae. Las antílopes de este género tienen cuernos con una corta espiral abierta en ambos sexos. Se encuentran en África austral, oriental y central.

## Especies
Se han descrito las siguientes especies:
- Damaliscus korrigum - Topi
- Damaliscus lunatus - Tsessebe común
  - Damaliscus lunatus jimela
- Damaliscus pygargus - Bontebok
- Damaliscus superstes - Tsessebe de Bangweulu

Además, se han descrito especies extintas como Damaliscus hypsodon.